# اماپا دو مارانهائو
اماپا دو مارانهائو (به پرتغالی: Amapá do Maranhão) یک سکونتگاه مسکونی در برزیل است که در مارانیائو واقع شده‌است.

## خصوصیات
اماپا دو مارانهائو ۴۴۲٫۳۲ کیلومترمربع مساحت و ۶٬۴۳۱ نفر جمعیت دارد.